# Öffentliche Universität für Umweltwissenschaften Tottori

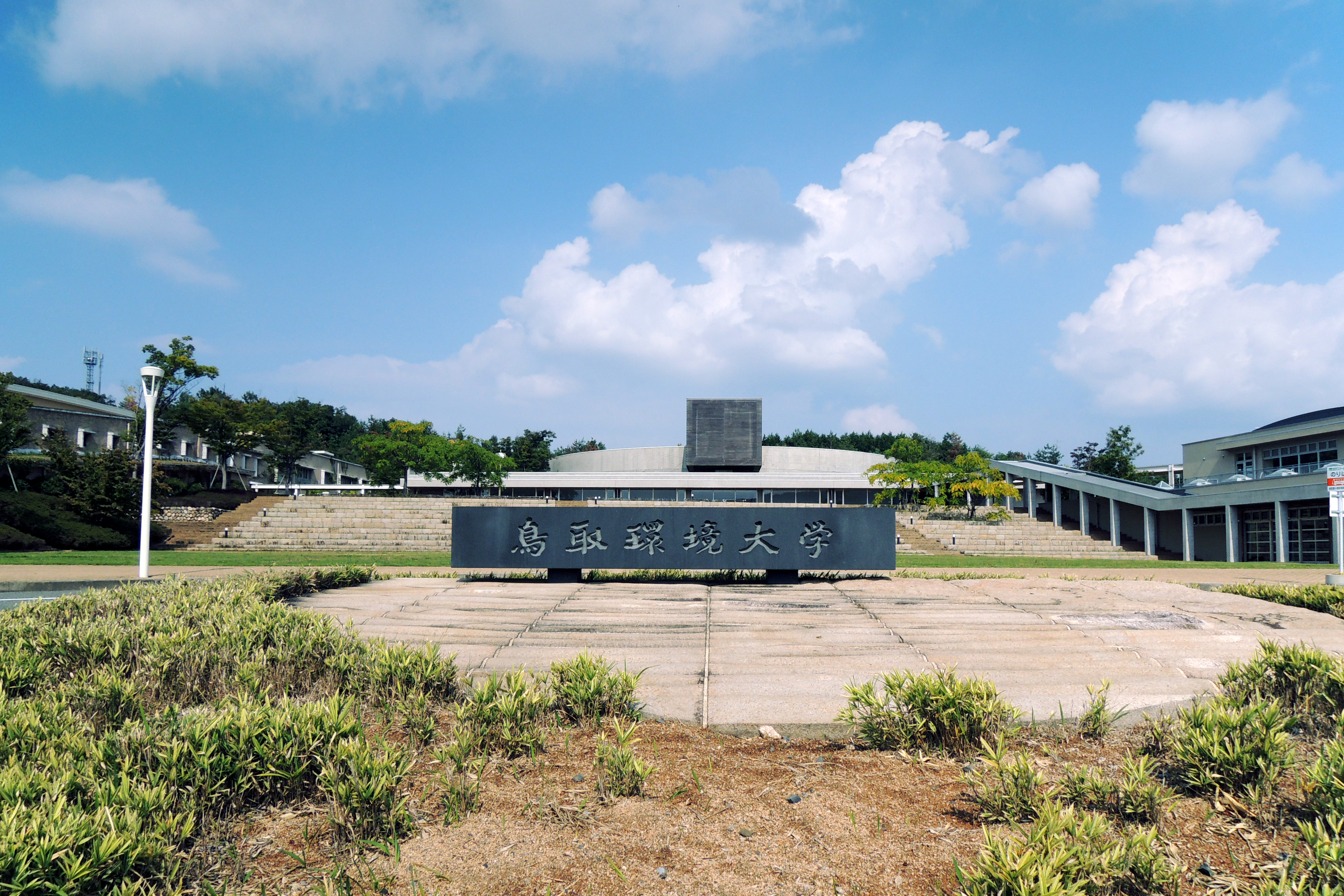
TUES (2012)

Die Öffentliche Universität für Umweltwissenschaften Tottori (japanisch 公立鳥取環境大学 Kōritsu Tottori kankyō daigaku; engl. Tottori University of Environmental Studies, kurz: TUES) ist eine öffentliche (präfekturale und städtische) Universität in Tottori in der Präfektur Tottori (Japan).
Gegründet wurde sie 2001 als private Universität, deren Träger (Bildungskörperschaft) von der Präfektur- und Stadtverwaltung Tottori eingerichtet wurde. 2005 richtete sie die Graduiertenschule (Masterstudiengänge) ein. 2012 wurde sie zur öffentlichen Universität. 2015 erhielt sie den heutigen japanischen Namen (Kōritsu („öffentlich“) wurde hinzugefügt).

## Fakultäten
- Fakultät für Umweltwissenschaften
- Fakultät für Betriebswirtschaftslehre